# Corenthyn Lavie
Corenthyn Lavie (Calais, 4 december 1996) is een Frans voetballer die als aanvaller uitkomt voor RWDM.

## Carrière
Lavie speelde in de jeugd van RC Lens, maar daar kon hij niet doorstromen naar het eerste elftal. De Fransman ging daarop in de lagere reeksen van het Franse voetbal spelen: eerst bij US Roye, en daarna bij Saint-Quentin. In 2018 gaf de Belgische derdeklasser Excelsior Virton hem een kans, maar kort daarna leende de club hem uit aan Luxemburgse eersteklasser US Hostert. Daar speelde hij zich in de kijker door tien keer te scoren in 14 wedstrijden. Op het einde van het seizoen stapte hij transfervrij over naar F91 Dudelange, waar hij in de competitie niet veel aan spelen toekwam maar in de Europa League vijf van de zes groepswedstrijden speelde.
In juli 2020 haalde RWDM hem terug naar België.

## Statistieken
| Seizoen         | Club             | Land               | Competitie             | Competitie | Competitie | Beker | Beker | Internationaal | Internationaal | Totaal | Totaal |
| Seizoen         | Club             | Land               | Competitie             | Wed.       | Dlp.       | Wed.  | Dlp.  | Wed.           | Dlp.           | Wed.   | Dlp.   |
| --------------- | ---------------- | ------------------ | ---------------------- | ---------- | ---------- | ----- | ----- | -------------- | -------------- | ------ | ------ |
| 2018/19         | Excelsior Virton | Vlag van België    | Eerste klasse amateurs | 4          | 1          | 1     | 0     | —              | —              | 5      | 1      |
| 2018/19         | → US Hostert     | Vlag van Luxemburg | Nationaldivisioun      | 14         | 10         | 0     | 0     | —              | —              | 14     | 10     |
| 2019/20         | F91 Dudelange    | Vlag van Luxemburg | Nationaldivisioun      | 5          | 0          | 2     | 1     | 8              | 0              | 15     | 1      |
| 2020/21         | RWDM             | Vlag van België    | Eerste klasse B        | 21         | 2          | 1     | 2     | —              | —              | 23     | 4      |
| 2021/22         | RWDM             | Vlag van België    | Eerste klasse B        | 15         | 0          | 2     | 0     | —              | —              | 17     | 0      |
| Carrière totaal | Carrière totaal  | Carrière totaal    | Carrière totaal        | 59         | 13         | 4     | 3     | 8              | 0              | 74     | 16     |

1 Lathouwers ·
3 Halilou ·
4 Doudaev ·
5 De Sart ·
6 Halifa ·
7 Montes ·
8 Abe ·
9 Parzyszek ·
10 Robail ·
11 Ziani ·
15 Laâziri ·
17 Barry ·
20 Poku ·
21 Marsoni ·
22 Soelle Soelle ·
23 Del Piage ·
26 Kestens ·
28 Hubert ·
29 Maurer ·
30 Baghli ·
31 Dodeigne ·
43 Sousa ·
49 Sapata ·
51 Preijs ·
53 Messad-Kouchiche ·
60 Awudu ·
70 Nkurunziza ·
77 Biron ·
83 Lemmens ·
84 El Arouch ·
99 Benjdida ·
Coach: Ferrera
· Assistent-coach: Baherlé
· Assistent-coach: De Camargo